# Ulf Erdmann Ziegler

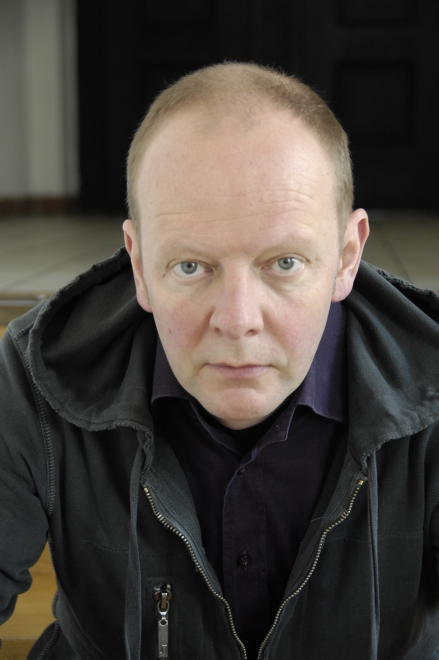
Ulf Erdmann Ziegler (2008)

Ulf Erdmann Ziegler (* 1959 in Neumünster) ist ein deutscher Schriftsteller.

## Leben
Ziegler studierte visuelle Kommunikation in Dortmund, später Neuere Deutsche Literatur, Linguistik und Psychologie an der Freien Universität in Berlin, Abschluss Magister. Anfang der 1990er Jahre arbeitete er als Kunstredakteur der taz. Er veröffentlichte essayistische Arbeiten zur Kunst und Fotografie. Sein erster Roman, Hamburger Hochbahn, belegte im April 2007 den ersten Platz der SWR-Bestenliste und gelangte auf die Shortlist des Aspekte-Literaturpreises. Sein 2012 erschienener Roman Nichts Weißes, über den Lebensweg einer Typografin, die nach der perfekten Schrift sucht, gelangte auf die Shortlist des Deutschen Buchpreises und zugleich auf die Shortlist zum Wilhelm-Raabe-Literaturpreis im gleichen Jahr. Sein 2014 erschienener Roman Und jetzt du, Orlando! erzählt „von Schein und Sein im glitzernden London des Millenniums“. 2018 folgte der Erzählband Schottland und andere Erzählungen.
Ziegler lebt in Frankfurt am Main.

## Werk

### Hamburger Hochbahn. Roman.
Der Debütroman Hamburger Hochbahn gelangte im Monat seines Erscheinens, April 2007, auf Platz eins der SWR-Bestenliste. Er erzählt von der Midlife-Krise eines Hamburger Architekten namens Thomas Schwarz während eines Aufenthaltes in St. Louis, Missouri (USA), wenige Wochen nach dem 11. September 2001. „Erst durch die Reise nach Amerika“, schreibt Beate Tröger in der Frankfurter Allgemeinen Zeitung, „findet der Erzähler in Zieglers Roman einen klareren Blick auf die eigene Lebenswirklichkeit in Deutschland, die sich hierzulande vor Reiseantritt nur diffus dargestellt hatte. Soziologische, philosophische und architektonische Thesen und Theorien von Baudrillard über Luhmann bis zu Oswald M. Ungers werden anzitiert, um eine Grammatik der Denk- und Lebenswelten im Roman zu entwickeln.“ „Es geht um einen Zeitraum von etwa 25 Jahren“, fasste Martin Lüdke in der ZEIT zusammen. „Geschichte löst sich nicht in Geschichten auf, wobei nicht die erzählten Episoden, sondern die Entwicklung, die sie bezeichnen, im Vordergrund stehen.“ Der Roman spielt in St. Louis, Hamburg, Braunschweig, Leipzig, Lüneburg und auf der dänischen Insel Bornholm. Im Zentrum steht eine Freundschafts- und Konkurrenzgeschichte zwischen den Figuren Thomas Schwarz und Claes Philip Osterkamp, der das Architekturstudium sausen lässt und in Hamburg bei den Grünen Karriere macht. Das „Modell des kleinstädtischen Inzests, um es einmal zuzuspitzen, lässt sich nicht in die Glücksspirale einer Metropole übertragen“, erklärte für den Deutschlandfunk Detlef Grumbach. „Gesättigt an gesellschaftlicher Wirklichkeit und reich an individuellen Erfahrungen zeichnet der Autor das Porträt einer Generation.“ Der Leser erfahre „von den Kämpfen, den Albträumen, den Irritationen, den Anpassungszwängen, den hypertrophen Schmeicheleien und der kalten Ignoranz, die den Alltag und die surrealen beruflichen und privaten Dauerläufe bestimmen“, schrieb der leitende Literaturredakteur des NDR, Wend Kässens, in der Frankfurter Rundschau. Von St. Louis aus „sieht man, dass die westliche Welt einige sehr schöne und lebenswerte Flecken hat - aber auch solche von größter Ödnis und Verkommenheit.“
Der Roman löste Jubel und auch Zweifel aus. Beate Tröger kritisierte die „ausladenden, ausgefeilten Wendungen“ des Buchs, „als müsste noch einmal schreibend nachvollzogen werden, was schon denkend klar wird: dass jedes Welterklärungsmodell, jeder Versuch, das eigene Sozialisationsgefüge sinnhaft werden zu lassen, Bruchstellen aufweist und an Grenzen stößt“. Roman Bucheli in der NZZ sah das anders: „Mit grossem Geschick und äußerst souverän ordnet Ulf Erdmann Ziegler seinen Stoff zu immer dichter gewirkten Mustern. Man merkt es seinem glänzenden Débutroman an, dass der 1959 geborene Autor nicht auf geradem Weg zum Schreiben gekommen ist; freilich erzählt er mit einer Beschwingtheit, als hätte er nie anderes getan. Man muss allerdings genau hinschauen, um zu sehen, wie fein das Erzählte verwoben ist, wie punktgenau die verschiedenen Ebenen verfugt sind.“

### Wilde Wiesen. Autogeographie.
Das zweite literarische Buch des Autors, versehen mit der literarischen Gattungsbezeichnung „Autogeographie“, wurde vom 23. Oktober 2007 bis zum 24. November 2007 in der Frankfurter Allgemeinen Zeitung vorabgedruckt. Die zehn Kapitel benennen Orte oder häufig nur Ortsteile: Lindenthal, Einfeld, Pillnitz, Neumünster, Orschel-Hagen, Tungendorf, OK City, Neukölln, Schwedenschanze, Dorstfeld. Gleich nach dem Erscheinen meldete sich in der Neuen Zürcher Zeitung Roman Bucheli zu Wort. Er erinnerte an die „überschwängliche Prosa“ des Debütromans und fand „Wilde Wiesen“ „im Ton nun ganz anders, spröder, nüchterner“ im Vergleich. Er deutete die unterlegte Ortskunde als Reise vom Wir zum Ich. „Das Kind hatte in der Schule nach einer neuen Methode lesen und schreiben gelernt“, vermerkt der Literaturkritiker. „Statt einzelner Buchstaben lernte es gleich ganze Wörter. Es begann mit dem scheinbar leichtesten Wort: ,ich‘. Erst allmählich machen der Reihe nach das Kind, der Heranwachsende und auch noch der junge Mann die bittere Erfahrung, dass es das schwierigste aller Wörter ist. Davon erzählt Ziegler in nur scheinbar unspektakulären Geschichten: Wie die kindliche Selbstgewissheit Stück für Stück erschüttert wird, wie sie unter dem Dauerbeschuss früher Lebensstürme zerbröselt und wie zuletzt in mühseliger Schreibarbeit das Ich Stück für Stück als Bricolage, nach einem von Claude Lévi-Strauss geprägten Begriff, wieder zusammengesetzt (oder vielleicht besser: erfunden) wird.“
Der Literaturredakteur Dirk Knipphals in der taz konnte in Wilde Wiesen „beim Lesen einen neuen, bislang noch nicht eingeübten Ton erspüren: Ulf Erdmann Ziegler will einem diese Zeit nicht nahebringen, sondern im Gegenteil weit wegrücken. (…) Mit dem Außenseiterblick eines begabten Kindes, das sich damals letztlich hoffnungslos daran abarbeitete, in der bundesrepublikanischen Realität heimisch zu werden, lässt sich im Rückblick ein ganzes Land rekonstruieren.“ Die zehn Ortskapitel „sind individuelle Versuche des Erzählers, sich nach Außenseiter- und Fremdheitserfahrungen, die ihm die Normalität der Bundesrepublik vermittelte, so etwas wie ein eigenes Leben zu suchen. Davon könnte man noch einmal ausführlicher erzählen. Die Darstellung dieser Fremdheitserfahrungen selbst ist, wenngleich in vielen Details ein spezieller, einzelner Fall, unbedingt überindividuell geglückt.“

### Der Gegenspieler der Sonne. Gedankenklötze. Essays.
Als drittes Buch des Autors veröffentlichte der Wallstein Verlag einige Essays, in denen zeitgenössische Streitfragen verhandelt werden, gesellschaftliche und ästhetische. Der Titel verdankt sich Zieglers Kampagnenartikeln gegen das europäische Verbot der häuslichen Glühbirne. Der Band enthält einen Kommentar zu einer Trennungsangelegenheit von Woody Allen und Mia Farrow; eine szenische Beschreibung des Abends, an dem Lady Di starb; ein „kleines Lexikon explosiver Begriffe“ (zum Angriff auf das World Trade Center) und ein „Plädoyer für die Abschaffung der Fußgängerzone“. „Die autonomen Texte haben als Feuilletons nicht nur das, was man Pointe nennt, etwas wie Salz oder Rosinen, sondern auch eine markante Referenzhöhe“, war in einer Besprechung der Frankfurter Rundschau zu lesen. „Ulf Erdmann Ziegler versteht es, anders anzukommen als ein Läufer am Ziel. Er liebt Umwege, ist nicht außer Atem und selbstbestimmt. Wenn er sich neu umsieht, erwidert er Blicke. Oder bringt die Dinge zum Sprechen.“

### Nichts Weißes. Roman.
Der Roman erzählt die Geschichte eines legasthenischen Mädchens aus dem Rheinischen, deren Vater im großen Stil Werbung macht. Es nimmt sich vor, die ideale Schrift zu entwickeln. Daran hält es fest, bis es Mitte der 1980er Jahre erwachsen wird: „Marleen Schuller, so heißt die junge Frau, studiert in Kassel Typografie, absolviert aber zuvor im Schwäbischen ein Praktikum bei einem Bleisatz-Künstler und wird zuletzt, statt das Studium abzuschliessen, in Paris bei einem Schriftgestalter vollends in die Geheimniss der Typografie eingeführt.“ Steffen Richter bemerkt im Tagesspiegel die Verzahnung von Zeitgeschichte und Stilwillen: „Denn das eine ist Marleen, das andere ist die Post-68er-Bundesrepublik, die sich sacht in ihrem Leben spiegelt. Etwa im Willen zur Substitution von Sinn durch Sinnlichkeit nach dem 68er Theorie-Überschuss, in der sexuellen Libertinage in Kasseler Studientagen oder einfach in der erfolgreichen Karriere der eigensinnigen Frau Schuller. Alltag überblendet die historischen Haupt- und Staatsaktionen.“
Hubert Winkels wunderte sich in der ZEIT über die Montage der Motive und deren spezifisch katholische und im Allgemeinen religiöse Codierung, inklusive der Popularisierung des Tampons: „o.b. und Eucharistie, Menstruationsblut und Blut der Wandlung, Kommunionkinder und Charles Wilps Afri-Cola-Nonnen hinter beschlagenen Glasscheiben, Sex im Aschram und der heilige Yogi, Letraset-Buchstaben und die Heilige Schrift, Katechismus und Werbetexte im Düsseldorf der siebziger, achtziger: […] Die puristische Moderne und die Überlieferung des Abendlandes sind das Spannungsfeld des Buches. Und es ist von Anfang an klar, dass dieses Verhältnis sich in Übergängen, Spiegelungen, Konversionen, Übersetzungen und geheimen Identitäten ausdrückt, nicht in Gegensätzen und Ausschlüssen.“ „Ulf Erdmann Ziegler dekliniert in seinen Büchern die Medien durch, mit denen wir die Welt und das, was man Wirklichkeit nennt, wahrnehmen. Die Medien, mit und in denen wir leben, ob Architektur, Fotografie, Schrift, werden bei ihm zu lebensstrukturierenden Systemen“, fasste Ulrich Rüdenauer in der taz die Rolle des Romans im Kontext des Werks zusammen.
Steffen Richter hörte „eine fürsorgliche ihr Personal begleitende Stimme, die gelegentlich als kollektives Wir eine längst verflossene Geste der Allwissenheit zitiert, doch deren Ironie moralischen Ernst nie ausschließt.“ Er nannte Nichts Weißes ein „leichtes, fast schwebendes Buch“. Für Ulrich Rüdenauer war es „ein Roman, der sein großes Thema lässig, pointiert, klug und zuweilen auch witzig in der Lebensgeschichte einer jungen Frau spiegelt.“ Redakteur Bucheli fand im Erzählmodus ein verborgenes zentrales Motiv des Romans, nämlich wie „ein leeres Blatt im wörtlichen und im übertragenen Sinn beschrieben wird.“ „Der Roman funktioniert insgesamt wie die Abkürzung für eine Entwicklung, eine Epoche, eine Generation“, erkannte Alexander Košenina in der FAZ. Er beschrieb die „literarische Physiognomie“ des Autors so: „Er ist ein nüchterner, aber messerscharfer Provokateur (…), obendrein ein raffinierter Sprachkünstler, der Anspielungen und subtile Verknüpfungen liebt.“

### Und jetzt du, Orlando! Roman.
Der Roman erzählt die Geschichte einer Freundschaft zweier ungleicher Männer: Oliver, einem Betriebswirt aus dem Schwäbischen, der Mitte der 1980er Jahre nach London kommt und zum Geschäftsführer eines Art-House-Filmverleihs aufsteigt; und Orlando, der fünfzehn Jahre jünger ist und einen afrikanischen Vater hat. Der Roman schildert deren gemeinsame Spaziergänge und Gespräche um das Millennium herum. „Zunächst noch besuchen sie einen Pub in der Gegend der Firma, um Bloomsbury herum. Später ziehen sie grössere Kreise, durchqueren die Stadt nord- und ostwärts. Immer weiter an die Ränder hinaus. Zuletzt landen sie in den nordöstlichen Industriebrachen zwischen Hackney und Stratford, in Pubs, die eigentlich nur Baracken sind, und in Musikklubs, deren Programm erst vor Mitternacht beginnt. Nachtgänger sind sie, und etwas verloren wirken sie, manchmal fast wie alt gewordene Waisenkinder.“
„Zieglers Roman über zwei Freundschaften, die sich ihre Lebensgeschichten erlaufen, ist mit seinen raffiniert verflochtenen Erzählsträngen und ständigen Bezügen auf eine geografische Struktur mithin auch ein strudelhofstiegenartiger Stadtführer durch Londons Nebenstraßen (anders als bei Heimito von Doderers Roman gibt es hier jedoch kein dramaturgisches Zentrum)“, erklärte Simon Strauß in der ZEIT. „Aber nicht nur das. Denn wie nach Ortsnamen sortiert Oliver seine Erinnerungen auch nach Filmszenen. (…) Das Gespräch über ein neues Auto mit der Geliebten, genau wie in Masculin Féminin von Godard. Die Szene mit deren Schwester im Ferienhaus, wie in Nobody’s Fool, wenn Melanie Griffith ihren Pullover für Paul Newman hochhebt. Zu jedem realen Moment passt eine Filmszene. Kino und Leben verschwimmen, bedingen sich wechselseitig. Was zuerst kam, ist längst nicht mehr auszumachen.“ Die „unsteten Helden“ des Romans verkörpern für den Filmkritiker Fritz Göttler „eine männliche Euphorie, dieser Furor des Formulierens, Reflektieren als Leibesübung, die von Wilde oder Nietzsche inspiriert ist und meist etwas Wagnerianisches hat.“
Dagegen erklärte Jochen Schimmang in der taz den Roman für gescheitert. Er störte sich an der „Glätte der Handlungsführung und des Erzählgestus“ und an der Privilegierung des Ich-Erzählers Oliver Hoelzle „und wie er die Welt sieht.“ Das Verhältnis der beiden wichtigen Figuren des Romans erklärte Jan Wilm auf wilmvorlesungen.de als Rätsel von Freundschaft: „Wie unmöglich es ist, einen Menschen zu erfassen, und vielleicht auch: wie unnötig! Freundschaft heißt doch, einen Menschen nicht kennen. (…) Orlando bleibt rätselhaft bis zum Schluss, bleibt versteckt in sich selbst und verliert so für Oliver nie den Reiz.“ Allein Christoph Schröder, im Deutschlandfunk, fand ein Erzählmotiv „in der dezent angedeuteten Homoerotik ihrer Freundschaft. Das verwirrendste Identitätspuzzle allerdings ist Orlando selbst. Seine Familiengeschichte wird im Roman nach und nach aufgerollt und erweist sich letztendlich als Ursache für die dramatischen Ereignisse, von denen Oliver rund ein Jahrzehnt später in der Jetztzeit retrospektiv berichtet: Orlando Goldstein ist ein schwarzer Jude, Enkel einer aus Wien vor den Nazis geflohenen Großmutter, Sohn einer Jüdin und eines ihm unbekannten Vaters. Konterkariert wird Orlandos Biografie von Olivers eigener urschwäbischer Herkunft und Sozialisierung.“
„Wer sterben soll, den kann keiner schützen“, lautet das Motto des Romans. Der Roman erzählt vom Krebstod von Olivers Schwägerin Gayle – „das Apollinische in Person“ – und vom Mord an Orlando durch seinen entfremdeten Bruder Jason. Das Motto stammt aus dem Rolandslied des Pfaffen Konrad in der Übertragung durch Dieter Kartschoke. Auch die Namen der Hauptfiguren beziehen sich auf Roland (italienisch: Orlando) und Olivier, die Ritter der frühmittelalterlichen Schlachtenerzählung. „Der Schluss ist erschütternd, das sei zugestanden“, fand Jochen Schimmang, „Er trifft den Leser mit voller Wucht, und Orlando kommt endlich zu seinem Recht.“ „Statt dem ausklingenden Jahrtausend aber larmoyant nachzuweinen oder in kulturpessimistische Untergangsgesänge abzudriften, wohnt seinem Rückblick etwas ungemein Sympathisches inne. Ziegler erweist sich als eine Fotograf, der kein Bild erst auf alt trimmen muss. Er beherrscht einen zeitlosen Stil, der den Charme jeder Epoche einzufangen weiß.“, schreibt Björn Hayer im Spiegel.

### Schottland und andere Erzählungen. Erzählungen.
„In den 14 Erzählungen geht es um Anfänge und Abschiede, oft um beides zugleich: Eine Frau versucht, über den Tod ihrer Mutter hinwegzukommen und findet Trost bei einem Fremden; ein Mann zieht in das Haus seiner verstorbenen Eltern und begegnet einem Kind, das von ihm sein könnte; ein Psychologe, der bei der Feuerwehr aushilft, wird bei seinem ersten Einsatz von den Erinnerungen an seine zerbrochene Ehe eingeholt“, so resümierte Michael Köhler im Kölner Stadt-Anzeiger. „In den Erzählungen Ulf Erdmann Zieglers haben die Protagonisten einen Beruf“, beobachtete Elke Schmitter im SPIEGEL. Rezensent Gerrit Bartels: „Man wundert sich, wie gut sich Ziegler in so manchem Berufsfeld auskennt, von der Psychotherapie bis hin zu eben jener Vertretertätigkeit“.
Christoph Bartmann bemerkte in der Beilage der Süddeutschen Zeitung zur Frankfurter Buchmesse 2018, dass die Widmung des Erzählungsbands „In Erinnerung an Michael Rutschky“ lautet. „An Rutschkys erzählerisch-empirischer Mittelstands-Essayistik hat Ziegler seine Instrumente geschärft und sie dabei noch imaginativ überboten. Gesellschaftskritik, Verallgemeinerungen, Erklärungsversuche sind tabu. Zieglers Annäherungsart ist abrupt, kühn und visuell. […] Ulf Erdmann Ziegler schafft mit diesen Erzählungen ähnlich Bedeutendes wie Botho Strauß vor drei oder mehr Jahrzehnten mit ,Paare Passanten‘: Bilder einer Zeit, die wir nach dem Lesen tiefer durchdrungen haben und die uns deshalb rätselhafter anmutet denn je.“
Roman Bucheli weiste Ziegler als den „Hochseilartisten unter den Schriftstellern“ aus. „Er ist nicht nur ein literarischer Verwandlungskünstler, der mit schöner Selbstverständlichkeit in alle möglichen Rollen schlüpft, er verbindet in seinem Werk auch eine schlichte Nüchternheit mit diskreter Fabulierlust. Seine Texte baut er wie ein Architekt, er hat den genauen Blick des Fotografen, und er malt seine Geschichten mit dem durchscheinenden Farbauftrag des Aquarellisten.“ Der Schweizer Literaturredakteur der Neuen Zürcher Zeitung, der Zieglers Werk seit Hamburger Hochbahn begleitet hatte, bezog das Urmotiv seines Erzählens auf den Vers Hölderlins: „,Wo aber Gefahr ist, wächst / Das Rettende auch.‘ Ziegler kennt an solchen Stellen keine Furcht vor dem hohen Ton: In seinen Erzählungen gilt es als ausgemacht, dass viele glückliche Umstände zusammenkommen müssen, damit ein Menschenleben an den inneren und äusseren Abgründen vorüberkommt.“
„Das Bemerkenswerte dieser neuen Geschichten von Ulf Erdmann Ziegler ist, dass man sie nicht einordnen kann in die auch hierzulande oft kopierte Short-Story-Tradition der angelsächsischen Literatur. Schottland und andere Erzählungen wirken weder, als seien sie in einer Sitzung entstanden - dafür sind sie zu artifiziell - noch bedienen sie sich durchsichtiger Spannungsbögen, an Hollywood erinnernder Plot Points oder gar Cliffhanger.“ Diese „Geschichten sind nicht verfilmbar, sie leben von einer Innerlichkeit, die durch keinen Off-Kommentar wiedergegeben werden kann. (…) Dennoch wird von Seite zu Seite klarer, dass wir trotz aller Kunst und Ablenkung am Ende nur der eigenen psychischen Verfassheit ausgesetzt sind. Die Figuren von Ziegler sind sich eingeschlossen, und das Außen kommt nicht mehr an sie heran. Diesem schweigsamen Zustand des Locked-In eine Sprache zu geben, ist die große Leistung dieses Bandes, den man, einmal gelesen, schnell ein zweites und drittes Mal zur Hand nehmen möchte, um hinter sein Geheimnis zu kommen.“ So lautete die Einordnung von Jan Drees im SWR.
„Man kennt Ulf Erdmann Ziegler als sprachmächtigen Beobachter und als raffinierten Verdichter“, resümierte Oliver Jungen in der FAZ. „Was uns der in Literaturwissenschaft und Psychologie ausgebildete Autor da vorlegt, ist nichts weniger als eine schonungslos ehrliche Vermessung unserer Epoche anhand prototypischer, schmerzlos entwurzelter und moralisch weitgehend unauffälliger Zeitgenossen, die trotz einer fast mathematisch berechnenden Erzählhaltung voller intellektueller Verweise vollkommen glaubwürdig wirken. Sie sind absolut geerdet im Heute.“

### Die Erfindung des Westens. Eine deutsche Geschichte mit Will McBride. Essay.
Dieses Buch in der es-Reihe vom Suhrkamp Verlag verhandelt die Wirkung des amerikanischen Fotografen Will McBride auf Westdeutschland. McBride, dessen Wirkung im Umfeld der Zeitschrift twen am größten war, hat einen ganzen Fundus von Bildern erschaffen, die eine imaginäre Freiheit projizieren, von der „Clique“ in den 1950er Jahren bis zum Aufklärungsbildband Zeig Mal! 1974. In einem umfassenden Essay zeigt Ziegler die Verbindungen und Einflüsse auf, mit Gastfiguren wie Konrad Adenauer, Willy Fleckhaus, Willy Brandt, Donna Summer, Wolfram Siebeck und Hans Filbinger. Er widmet sich auch den Institutionen und großen kulturellen Symbolen: twen, der HfG Ulm, dem Musical Hair und dem Studio McBrides in der Maximilianstraße in München. Steffen Siegel urteilt in Die Tageszeitung: „Entstanden ist weder ein kommentierter Bildband noch eine klassische Werkmonographie. Vielmehr ist [dieses Buch] eine Einladung, wie durch ein Kaleidoskop auf McBrides Fotografien zu blicken: In knappen Skizzen wird immer wieder neu justiert, was sich kaum festlegen lässt“. Eine umfassende Würdigung erhielt das Buch in der spanisch-baskischen Tageszeitung El Correo.

### Eine andere Epoche. Roman.
Eine andere Epoche, Zieglers vierter Roman, erschienen im August 2021, wird von den Rezensenten als „politischer Roman“, „Bundestagsroman“ oder „Schlüsselroman“ bezeichnet. Er wurde mehrfach, zuerst von Steffen Richter, mit Wolfgang Koeppens Roman Treibhaus verglichen. „Ungläubig oder unwillig nimmt das politische Establishment in Berlin zur Kenntnis, dass zwei tote Neonazis in einem ausgebrannten Eisenacher Wohnmobil für die Ermordung von neun Menschen verantwortlich sind.“ So verweist Richter auf den Beginn der Handlung am 4. November 2011; der Roman endet mit einem Kuchen zum 42. Geburtstag für die Hauptfigur, Wegman Frost, in Hongkong am 30. April 2014. Frost wurde in der Kritik bisweilen als „Erzähler“ ausgemacht, der Roman ist allerdings in der dritten Person geschrieben. Die Medienrepublik wendet sich, trotz Enttarnung der Rechtsterroristen, den nicht so bedeutenden Verfehlungen des Bundespräsidenten Christian Wulff zu, angeheizt durch „die schmutzigen Gerüchte über seine Frau“, laut Ekkehard Knörer in der taz.
Es ist also ein Roman über die Gleichzeitigkeit des Unvergleichlichen, über das Gute und das Böse, über Ost und West, über offen oder versteckt gelebte Homosexualität, über Begehren und Gewissen, Aufstieg und Fall. Eine vergleichende Kernstelle entdeckte Knörer: „In einem „Versuch über Häuser“ überschriebenen Einschub geht es um den Kontrast zweier Fotos. Das eine zeigt das des Bundespräsidenten in Großburgwedel, von vielen Kommentatoren als Inbegriff von Wulffs Spießertum verachtet. Das andere das ausgebrannte Haus des NSU-Trios in Zwickau. Die Zeichen der Zeit werden zu einem Beobachtungs-Denkbild verdichtet.“ Unter ihren Klarnamen treten solche Figuren auf, die nicht innerlich ausgedeutet oder mit biographischem Hintergrund versehen werden: Christian Wulff, Gerhard Schröder, aber auch die Mitglieder des NSU, der im Roman nicht so genannt wird. Merkel ist „die Kanzlerin“, Gauck „der Pastor“. Munter ausgeschmückt, in frei erfundenen Jugendanekdoten, werden die Figuren Andi Nair (erkennbar: Sebastian Edathy) und Florian „Flo“ Janssen (Philipp Rösler). Gänzlich fiktional sind offensichtlich Wegman Frost, seine „systemtheoretisch“ orientierte Freundin und Beraterin Bibi Burose, seine neoliberale Geliebte Marion Wrede Bustamante und deren Tochter Ellie, „ein elfjähriges, manchmal etwas altkluges, jedenfalls widerständiges Kind (mit einem Hauch Marie Cressphal), vaterlos […]“ – eine von mehreren „vaterlosen Figuren, die mit ihren vagen Herkünften den Roman besiedeln“ (Richter), „Adoptivkinder aus der norddeutschen Provinz“, Nils Kahlefendt zufolge.
Zieglers „sichtbare Fähigkeit, aus einer Vielzahl von Realitätssplittern ein Bild jener entschwundenen alten Bundesrepublik zusammenzusetzen, ohne die die neue nicht zu begreifen ist, hat er inzwischen nahezu zur Perfektion vervollkommnet“, lobte der Kritiker der FAZ. Wie der Autor „die Sphären“ des Privaten und des Politischen „füreinander durchlässig hält, ist sehr geschickt gemacht“ fand Christoph Bartmann, störte sich aber an „Übertreibungen“, die in „superklugen“ Äußerungen der Figuren zu finden seien. „Näher als hier kann man dem“ politischen „Betrieb kaum rücken“, resümierte Stefan Kister. Björn Gauges beobachtete „eine sehr gelungene Mischung aus Distanz und Nähe.“ „In Sachen analytischer Schärfe und politischem Sarkasmus, mehr aber noch in den stilistischen Subtilitäten und in ästhetischer Wachheit lässt Ziegler sich durchaus an Koeppen messen“, so Der Tagesspiegel. „Was diesen Roman so grossartig erscheinen lässt“, schrieb Paul Jandl: „Er verschenkt seine intellektuelle Wendigkeit nicht an Thesen zur Politik, sondern er führt vor, wie sehr Politik immer schon Antithese ist.“ Dieser Roman, so Christian Metz im Fernsehen, sorge dafür, „dass man den Schlüssel ins Schlüsselloch steckt, aber nicht umdreht“. Ziegler könne „sehr strategisch erzählen, er kann blank und kahlgeputzt erzählen“, aber der Germanist fand auch die „poetische Spur“ in einem zentrales Bild, „einem Glitzern“ über einem See, das er als „Geburtsszene“ deutete. Dies sei „ein grandios gelungener, erhellender Roman, der dem Politischen ein Tiefenbewusstsein zu geben vermag und dem alltäglichen Menschsein seine politische Dimension erschließt“, fasste Jörg Magenau im Radio zusammen.

### Es gibt kein Zurück. Roman.
Zieglers siebtes literarisches Buch und fünfter Roman erschien wieder beim Wallstein Verlag, wie schon sein Debüt. „Über Jahrzehnte hinweg hat Mumme, studierter Diplomsoziologe, im ‚Bundesradio‘ (wie der Deutschlandfunk im Roman kaum verbrämt heißt) das große Rad gedreht: Essays, Features; fein geschliffene Studien zu den Themen der Zeit, hochreflektiert in Form und Inhalt. Aldus Wieland Mumme hatte es geschafft: AWM, so wurde er im Sender nur noch genannt. Mumme war zur Marke geworden. Jetzt bemerkt er, dass sein Namenskürzel genauso gut auf die diskriminierende Bezeichnung ‚alter weißer Mann‘ passt. Und wirft man einen Blick auf die Umbrüche im öffentlich-rechtlichen Rundfunk, könnte man auf die Idee kommen, dass Ulf Erdmann Ziegler nicht nur auf eine Lebenskrise blickt, sondern zugleich auch den Abgesang auf eine intellektuell fundierte Medienkultur anstimmt“. Die erste Rezension überhaupt, schon drei Tage nach Erscheinen, befand: „Ulf Erdmann Ziegler ist ein dichter, anspielungsreicher Roman gelungen, den er mit einem unerhörten Ereignis enden lässt, wie man es von Novellen kennt.“
Beim Deutschlandfunk wurde das Buch drei Wochen nach Erscheinen zweimal besprochen. Im „Büchermarkt“ fand Rezensent Tobias Lehmkuhl die „Erkenntnis“ des Protagonisten, „dass die Zeit der alten, weißen Männer abgelaufen ist, ein wenig schlicht“. So leuchtete ihm der Fortgang der Handlung, die Reise mit einem Motorrad, nicht ein: „Da schlitzt sich sein angegrauter Held am Ende eines kleinen Roadtrips durchs schöne Frankreich ziemlich überraschend die Pulsadern auf.“ Dieselbe Leserichtung nahm Wolfgang Schneider im gleichen Sender zwei Tage später: „Mumme begeht Suizid, ungeplant, aus einer Stimmung heraus.“ In einer weiteren Radiorezension desselben Autors wurde die Kritik am Plot literarisch-ethisch untermauert: „In der Literatur ist Selbstmord ein riskantes Motiv, das gut vorbereitet und psychologisch plausibel gemacht werden muss. Hier aber wirkt das melodramatische Ende aufgesetzt.“
Anders als die anderen Romane Zieglers zuvor löste „Es gibt kein Zurück“ eine Kontroverse aus. Zuerst bemerkte Carsten Otte: „Komisch ist auch, dass die ersten Rezensionen dieses Romans durchweg von (mittel)alten Männern verfasst worden sind, die zuweilen für den öffentlich-rechtlichen Kulturfunk arbeiten. Sie schrieben erstaunlich herablassend über das Buch, als habe Ziegler mit jeder Formulierung einen wunden Punkt getroffen.“
Auch die Kolumnistin der Wochenzeitung „der Freitag“ wunderte sich über das Echo; „fast missgelaunt klingen vereinzelte Kritiken zum Buch, von zum Beispiel dem Deutschlandradio“. Sie glaubt, dass der Roman auf der Liste des Leipziger Buchpreises hätte stehen müssen, „nicht zuletzt weil sein Held die Wendezeit als junger Politikjournalist erlebt“. Sie vergleicht: „Man liest inflatorisch von AWMs. Was sie dar-und anstellen, warum sie ausrangiert gehören. Ziegler gelingt ein feiner Grundton, der mitreißt. Der nachhallt. Und um Mummes unbestimmte Schwermut zu fühlen, braucht es kein bestimmtes Alter oder Geschlecht, nur ein Gefühl für gute Literatur.“ In der gleichen Woche heißt es in Der Zeit: „Wie in Mummes Radiofeatures liegt auch in Zieglers Roman die Pointe in der Haltung: Die Sprache ist elegant und geschmeidig. Vor allem aber beherrscht Ulf Erdmann Ziegler wie nur wenige Autoren den Dreiklang von Beobachtung, Reflexion und Erzählen.“ Der Romanautor „sieht die Welt in scharf gestochenen Einzelbildern und montiert sie zeitgleich zu einer Geschichte“.
Andreas Koch, Herausgeber der kunstkritischen Zeitschrift „von hundert“, erkennt in einem Themenheft zum „Tod“ den Suizid der Hauptfigur Aldus Wieland Mumme als „Kurzschlusshandlung“. Er vergleicht Mumme mit Hermann Hesses „Steppenwolf“: Dieser „lebt nur deshalb weiter, weil er das Ausstiegsticket in der Tasche glaubt und deshalb seine Leidensfähigkeit nur steigern kann“. Hier findet Koch das Gegenmodell: „Der Selbstmord ist bei Ziegler/Mumme nicht aus Leidensdruck geschehen, es ist eher eine Indifferenz, ein Warum-auch-nicht. ( … ) Das was Ulf Erdmann Ziegler mit seiner Prosa, seinem Erzählton, seiner Konstruktion gelingt, ist, dass dieser Selbstmord absolut plausibel erscheint.“ Dass der Roman mit dem Suizid nicht endet, hatte der erste Zeitungsrezensent bereits beschrieben: „Frau Brita bleibt der Erzählabschluss. Sie gewinnt handelnde Überlegenheit über den naturalistischen Augenblick. Die Frau als Blick, der Mann als Bild.“
Die taz steuerte in Richtung großes Resümee: „Ulf Erdmann Zieglers neuer Roman ‚Es gibt kein Zurück‘ baut eine literarische Versuchsanordnung auf, die er bei Adalbert Stifter studiert haben könnte: Eine leicht und durchsichtig gewebte längere Sommernovelle bewegt sich langsam und hinterrücks ins Finstere hinein.“ Der Rezensent fand, „das Thema dieses Buch“ lege nahe, „dass es für einen intelligenten und problembewussten Menschen möglicherweise nie schwerer gewesen ist, alt zu werden, als im ersten Viertel unseres Jahrhunderts“.
„‚Es gibt kein Zurück‘ ist ein Buch, das man wegen der Schlichtheit seines Stils schnell unterschätzt“, schrieb Jan Brachmann in der FAZ, ohne sich auf die Debatte um den Roman direkt zu beziehen. Er „entfaltet in der Erzählung selbst wie im autofiktionalen Spiel den beziehungsreichen Unterschied zwischen dem, was einer ist, und dem, was einer schreibt. Die Erfahrungen im Kreis um den Berliner Soziologen und Essayisten Michael Rutschky, das Erschrecken über dessen von Kurt Scheel postum herausgegebene Tagebücher, die eine sehr dunkle Seite des Menschen enthüllten, sind hier ohne Groll und Ranküne zu einem Stück mühelos wirkender Literatur sublimiert. Hier wird nirgends abgerechnet. Gelassene Heiterkeit ist der Grundton des Buches. Der leise Schock vor den Lebenslügen guter Freunde in Südfrankreich, vor dem Kulturwandel im Deutschlandfunk (…), vor der Verrohung der Sitten im Straßenverkehr, die sich bis ins Design der Automobile niederschlägt, bleibt ins fast Ungesagte verbannt. Alles wird beiläufig mit ‚dem schwebenden Blick‘ des Essayisten gestreift. Dass dieses Erschrecken doch Tiefenwirkungen hat, bemerkt man schmerzhaft am Ende. ( … ) Das Buch exerziert ein Misstrauen gegen ‚Narrative‘ durch, gegen deren vermeintlich heilende Kraft durch Sinnstiftung, und greift noch einmal Pierre Bourdieus These von der biographischen Illusion auf. Literarisch stark gemacht werden hier eine Sinn zerstörende Kontingenz und ein sich selbst nicht durchsichtiges Bewusstsein.“

## Publikationen
- mit Uwe Scheid: Nackt unter Nackten. Utopien der Nacktkultur 1906–1942. Fotografien aus der Sammlung Scheid. Nishen, Berlin 1990, ISBN 3-88940-051-5.
- mit Nicolaus Ott und Bernard Stein: Vom Wort zum Bild und zurück. Ernst & Sohn, Berlin 1992, ISBN 3-433-02346-8.
- mit Ulrich Beck und Wilhelm Vossenkuhl: Eigenes Leben. Ausflüge in die unbekannte Gesellschaft, in der wir leben. Beck, München 1995, ISBN 3-406-39417-5 (= Ausstellungskatalog, mit Fotografien von Timm Rautert).
- Magische Allianzen. Fotografie und Kunst. Lindinger und Schmid, Regensburg 1996, ISBN 3-929970-24-4.
- Fotografische Werke. DuMont, Köln 1999, ISBN 3-7701-4791-X.
- Hamburger Hochbahn. Wallstein, Göttingen 2007, ISBN 978-3-8353-0096-5.
- Wilde Wiesen. Autogeographie. Wallstein, Göttingen 2007, ISBN 978-3-8353-0275-4.
- Der Gegenspieler der Sonne. Gedankenklötze. Wallstein, Göttingen 2009, ISBN 978-3-8353-0562-5.
- Nichts Weißes. Suhrkamp, Berlin 2012, ISBN 978-3-518-42326-4.
- Und jetzt du, Orlando! Suhrkamp, Berlin 2014, ISBN 978-3-518-42449-0.
- mit Dominik Wichmann: Bernd & Hilla Becher im Gespräch. Zwei Interviews. Schirmer/Mosel, München 2016, ISBN 978-3-8296-0752-0. (Mit 45 Abbildungen)
- Schottland und andere Erzählungen. Suhrkamp Verlag, Berlin 2018, ISBN 978-3-518-42826-9.
- Die Erfindung des Westens. Eine deutsche Geschichte mit Will McBride. Suhrkamp Verlag, Berlin 2019, ISBN 978-3-518-07499-2.
- Eine andere Epoche. Suhrkamp Verlag, Berlin 2021, ISBN 978-3-518-43015-6.[53]
- Es gibt kein Zurück. Roman. Wallstein Verlag, Göttingen 2025, ISBN 978-3-8353-5860-7.[54]

## Hörspiele und Features
- 2015: Die Prosa der Produkte – Regie: Tina Klopp (Feature – DLF)

## Auszeichnungen
- 2008: Comburg-Stipendium Schwäbisch Hall[55]
- 2008: Friedrich-Hebbel-Preis
- 2011: Deutscher Literaturfonds – Arbeitsstipendium